# Лучишкин, Сергей Алексеевич
Сергей Алексеевич Лучишкин (30 мая [12 июня] 1902, Москва — 27 ноября 1989, Москва) — советский художник, театральный деятель. Заслуженный художник РСФСР (1976).

## Биография и творчество
Родился в семье лавочника. В 1917—1923 годах учился на курсах декламации (с 1919 — Государственный институт слова). Параллельно занимался в 1919—1924 в Свободных художественных мастерских у А. Архипова, а затем (когда они были преобразованы во ВХУТЕМАС) — у Любови Поповой, Александры Экстер и Надежды Удальцовой. Был членом группы «Метод» (1924) и «Общества станковистов» (с того же года).
Участник наиболее радикальных художественных экспериментов 1920-х годов. Вслед за С. Никритиным разрабатывал концептуальные таблицы и графики — «проекции» идей, призванные заменить традиционное произведение (Координаты живописной поверхности, 1924). В 1923—1929 руководил студией «Проекционный театр», соединившей сценографию в духе конструктивизма с начатками театра абсурда. До 1930 многократно выступал устроителем городских агитационных шествий, в 1930—1932 был художественным руководителем и режиссёром Театра малых форм московского Пролеткульта. В 1932 вошёл в правление Московской организации Союза художников (МОСХ).
Игровое начало в соединении с абсурдом и трагизмом характерно для лучших станковых работ Лучишкина (Я очень люблю жизнь, 1924—1926; Шар улетел, 1926; Вытянув шею, сторожит колхозную ночь, 1930). Выступил художником-постановщиком фильма «Цирк» (режиссёр Г. Александров, 1936). В дальнейшем занимался плакатом, оформительскими работами на ВСХВ.
Оставил воспоминания.

## Награды и звания
- Заслуженный художник РСФСР
- Орден Дружбы народов (14 ноября 1980 года) — за большую работу по подготовке и проведению Игр XXII Олимпиады[2]

## Тексты
- Общество станковистов// Творчество, 1966, № 1
- Я очень люблю жизнь. Страницы воспоминаний. М.: Советский художник, 1988